# Ґрейся Полії
Ґрейся Полії (нар. 11 серпня 1987) — індонезійська бадмінтоністка, олімпійська чемпіонка 2020 року.

## Виступи на Олімпіадах
| Олімпіада           | Дисципліна    | Місце |
| ------------------- | ------------- | ----- |
| Лондон 2012         | парний розряд | АС    |
| Ріо-де-Жанейро 2016 | парний розряд | 5     |
| Токіо 2020          | парний розряд | 1     |